# NGC 7159
NGC 7159 este o galaxie situată în constelația Pegas. A fost descoperită în 14 noiembrie 1886 de către Lewis A. Swift.